# Phantog
Phanthog, també coneguda com a Phantog (en tibetà: ཕན་ཐོགས་, Wylie: phan-thogs) i Pan Duo (xinès: 潘多), va ser una alpinista tibetana. És coneguda per ser la primera dona a assolir el cim de l'Everest a través de la seva ruta de la cara nord, la primera dona xinesa que va arribar al cim de l'Everest i la segona dona que va arribar al cim, després de Junko Tabei.

## Biografia
Phanthog va néixer l'any 1939 en una família de serfs al Tibet rural. Després que el seu pare va morir quan ella tenia vuit anys, es va veure obligada a ajudar la seva mare a mantenir la família treballant dies molt llargs i fent treballs manuals esgotadors.
Mentre treballava en una fàbrica, Phanthog va ser escollida per formar part de l'equip femení d'alpinisme xinès als 20 anys a causa de la seva excel·lent condició física. La seva ascensió el 1959 de Muztagh Ata a Xinjiang, amb una altitud de 7.509 m., va batre el rècord d'altitud més alta assolit per una alpinista.
Després de fer el cim de l'Everest el 1975, Phanthog va exercir com a diputada a l'Assemblea Popular Nacional durant cinc mandats i es va convertir en vicedirectora de l'Administració esportiva de Wuxi el 1981. Va tornar a l'Everest l'any 2008 als 70 anys fent senderisme al camp base de l'Everest per celebrar els Jocs Olímpics d'estiu de 2008 a Pequín. També va ser una de les vuit exatletes escollides aquell any per portar la bandera olímpica a la cerimònia d'obertura dels Jocs Olímpics. El 2009 va ser honorada per l'Administració General d'Esports de l'Estat de la Xina com una de les 60 atletes xineses més influents des de la fundació de la República Popular de la Xina el 1949.
Va morir el 31 de març de 2014 a l'edat de 75 anys a causa de complicacions relacionades amb la diabetis.

## 1975 Pujada a l'Everest
Al costat de vuit membres més d'una expedició xinesa-tibetana, Phanthog va assolir el cim de l'Everest el 27 de maig de 1975. Es va convertir en la segona dona que pujava amb èxit l'Everest, arribant al cim només 11 dies després de l'ascens de Junko Tabei per la ruta de la cresta sud-est, i primera dona a escalar-lo des del costat tibetà.

Els nou escaladors formaven part d'un "equip de la victòria" de 18 persones, del qual Phanthog era el líder adjunt, que havia sortit del camp base de l'Everest 10 dies abans. Encara que dues dones més havien pujat fins als 8.300 metres, van començar a patir el mal d'alçada i van haver de ser evacuades (juntament amb set homes), deixant Phanthog com l'única dona a l'equip.
L'equip va estar al cim de l'Everest durant 70 minuts. Mentre es trobava allà, Phanthog va passar set minuts fent una prova d'ECG com a experiment mèdic. El plom I de la seva prova, que no va mostrar res d'estrany, va ser enviat al camp base mitjançant telemetria.
Phanthog va perdre tres dits dels peus per congelació com a resultat de la pujada. Va reconèixer l'exemple que va donar a les dones i a les alpinistes, i després va dir: "Les dones xineses tenen una forta voluntat; les dificultats no ens poden aturar. Vam pujar al cim més alt del món; realment aguantem la meitat del cel".

## Vida personal
Phanthog estava casada amb Deng Jiashan, el comissari polític de l'equip nacional d'alpinisme xinès i més tard un director d'escola mitjana a Wuxi. El seu marit la va acompanyar a l'expedició de l'Everest de 1975, tot i que no va arribar al cim. La parella va tenir tres fills.